# 皆吉 (市原市)
皆吉（みなよし）は、千葉県市原市の南総地区にある大字。郵便番号は290-0232。

## 概要
市原市南部にある。養老川が蛇行した内地にあり、一部の平地に住宅が見られるものの、平地のほとんどは水田、丘陵部のほとんどが森林である。

## 地理
北は佐是と牛久、東は中・江子田と下矢田、東から南にかけては藪、南から西かけては金沢と大蔵、西から北にかけては西国吉と接している。

## 世帯数と人口
2022年（令和4年）4月1日現在の世帯数と人口は以下の通りである。
| 町丁字 | 世帯数  | 人口    |
| ------ | ------- | ------- |
| 皆吉   | 696世帯 | 1,435人 |

## 通学区域
市立小学校・市立中学校及び県立高等学校の通学区域は以下の通りである。
| 町丁字 | 区域 | 小学校             | 中学校             | 高等学校 |
| ------ | ---- | ------------------ | ------------------ | -------- |
| 妙香   | 全域 | 市原市立牛久小学校 | 市原市立南総中学校 | 第9学区  |